# OruxMaps
OruxMaps ist ein von Jose Vasquez für das Betriebssystem Android entwickeltes Navigationsprogramm, dessen bevorzugte Nutzung auf mobilen Geräten sich an Wanderern, Radfahrern und Sportbootfahrern orientiert. Die erste Version des Programms erschien im Jahre 2009. Sprachversionen gibt es in Spanisch, Englisch, Französisch und Deutsch. Entsprechend der Downloadstatistik der Version 7.02 werden mehr als eine Million Nutzer angenommen.

## Funktionen
Das Programm ermöglicht eine Darstellung von geografischen Karten auf Android-Geräten in zwei Modi. Die Onlinedarstellung über ein Mobilfunknetz nutzt eine Vielzahl von Karten aus OpenStreetMap, OpenSeaMap, Google Maps, MicrosoftMaps, Chartbundle US, TopOSM USA, Multimap UK usw. Zudem ist die Nutzung von lokal auf dem Gerät gespeicherten Offlinekarten möglich, wenn kein Mobilfunknetz verfügbar oder eine Mobilfunkverbindung z. B. aus Kostengründen nicht erwünscht ist. Dabei werden raster- und vektorbasierte Karten unterstützt. Offlinekarten können mit einem internen Karteneditor erzeugt werden. Es können aber auch mit externen Programmen wie dem Mobile Atlas Creator (MOBAC) am PC erzeugte, hinsichtlich Ausdehnung und Tiefe individuelle Karten eingeladen werden. Fertige Offlinekarten für die meisten touristisch interessanten Regionen der Welt sind im Internet verfügbar. Ab der Version 5.0 können auch 3D-Karten dargestellt werden, wenn die Kartenquelle entsprechende Höheninformationen enthält. Mittels der über Satelliten verfügbaren GPS-Funktion kann die eigene Position in Onlinekarten oder kalibrierten Offlinekarten gefunden werden. Weiterhin können Tracks und Routen im GPX-Format erzeugt, gespeichert, bearbeitet und geladen werden. Das KML-Format aus Google Maps oder Google Earth wird ebenfalls unterstützt. Das Programm enthält zudem eine Routenplanerfunktion für Routen per Auto, Fahrrad und zu Fuß.

## Anwendungen
Das Programm findet auch bei akademischen Projekten wie beim Risikomanagement der Lebensmittelsicherheit und Landwirtschaftsproduktivität oder der Beurteilung von Vegetationsgrenzen in Wüstenregionen Verwendung.

## Verfügbarkeit
Die aktuelle Oruxmaps-Version (Oruxmaps GP) ist über den Google Play Store und Amazon Appstore als Bezahlversion verfügbar. Eine ältere, aber dennoch regelmäßig gewartete Version (7.4.26), kann kostenlos über die Webseite von Oruxmaps heruntergeladen werden. Die neuere Version unterscheidet sich deutlich z. B. in der verbesserten Benutzeroberfläche. Die kostenlose Version ist seit 2017 nicht mehr Google Play Store verfügbar. Hintergrund war, dass zeitweise alle Oruxmaps-Versionen von Google aus dem Google Play Store entfernt wurden, weil sie gegen die Zahlungsrichtlinien verstießen.